# Triumph Toledo
La Triumph Toledo è un'autovettura prodotta dalla casa automobilistica britannica Triumph dal 1970 al 1976.

## Storia
La Toledo apparteneva alla categoria delle vetture compact e venne introdotta nel settembre del 1970. La Toledo era, in sostanza, la versione più piccola della Triumph 1300. Quest'ultima fu poi sostituita dalla Toledo. Con la contemporanea Triumph 1500 la Toledo condivideva la calandra. A differenza della 1500, la Toledo possedeva però dei fanali anteriori singoli dalla forma quadrata, in luogo dei fari doppi rotondi che caratterizzavano invece il primo modello citato. La parte posteriore della Toledo era molto simile a quella della 1300. La differenza più importante risiedeva nei fanali posteriori; sulla Toledo erano infatti più semplici.
Il più grande cambiamento rispetto alla 1300 fu il ritorno alla trazione posteriore ed all'assale rigido posteriore con molle elicoidali. Ciò fu fatto per contenere i costi. Gli interni erano spartani ed economici, con l'uso del legno che era confinato al solo cruscotto. Quest'ultimo aveva comunque una strumentazione essenziale.
Inizialmente la Toledo è stata disponibile solo in versione berlina due porte. Essa aveva installato un motore a quattro cilindri in linea a 1.296 cm³ di cilindrata che erogava 58 CV di potenza. I freni erano a tamburo sulle quattro ruote. L'unico cambio disponibile era manuale a quattro rapporti, e non erano offerti, tra gli optional, l'overdrive ed il cambio automatico.
Nel marzo del 1971 venne presentata al salone dell'automobile di Ginevra la versione berlina quattro porte. Essa aveva installato un motore a quattro cilindri in linea da 1.493 cm³, che era dotato di un carburatore mono o doppio corpo erogante, rispettivamente, 61 o 64 CV di potenza. Inizialmente questa versione era disponibile solo per l'esportazione, ma dall'agosto 1971 fu commercializzata anche sul mercato britannico. Per la carrozzeria di questa versione venne utilizzata la medesima tecnica costruttiva di quella della Triumph 1300. Gli interni delle due versioni (due o quattro porte) erano praticamente indistinguibili, anche se i clienti che ordinavano il modello a quattro porte ricevevano due posacenere in più, uno su ogni portiera aggiuntiva. Sulla versione a quattro porte erano installati pneumatici radiali, in luogo di quelli a tele incrociate, che erano invece disponibili sui modelli a due porte. Questa differenza era giustificata dal peso superiore della prima versione citata. I cambiamenti tecnici furono pochi come quelli estetici. Nell'ottobre del 1971 il rapporto di compressione del motore da 1.493 cm³ fu aumentato da 8,5:1 a 9:1. Tutte le Toledo ebbero installato un cambio manuale a quattro rapporti.
Il modello a due porte differiva di poco dalla versione a quattro porte. Ad esempio, la Toledo a due porte non ebbe dall'inizio i paraurti posteriori avvolgenti (furono infatti introdotti nel 1973), che invece erano installati dall'inizio sulla versione a quattro porte.
L'equipaggiamento migliorò con il passare degli anni. Dall'ottobre 1972 furono installati di serie, su entrambe le versioni, i freni a disco anteriori. In precedenza essi erano offerti tra gli optional. Lo sbrinatore per il lunotto comparve invece poco più di un anno dopo.
Nell'agosto del 1973, la Toledo, la 1500 e la Dolomite furono oggetto del più grande richiamo in fabbrica della storia britannica. Vennero richiamati in totale 103.000 esemplari. Il problema risiedeva nella struttura delle sospensioni anteriori, che erano affette da un possibile rischio di rottura. In caso di guasto, la vettura diventava ingovernabile.
Nel marzo del 1975 la versione due porte fu tolta dai mercati. Il modello a quattro porte fu commercializzato ancora per un anno, durante il quale venne comunque migliorato. Ad esempio, fu installata una nuova frizione e la carrozzeria fu arricchita da ornamenti sulla fiancata. La calandra invece fu sostituita. L'equipaggiamento fu arricchito anche da uno specchietto retrovisore interno regolabile, da un allarme per le cinture di sicurezza non allacciate, da sedili reclinabili, dall'accendisigari e dallo specchietto retrovisore esterno lato guidatore. Tra gli optional, furono introdotti i poggiatesta per i sedili anteriori.
Il modello poteva raggiungere una velocità massima compresa tra i 137 ed i 140 km/h. L'accelerazione da 0 a 97 km/h fu invece di 17,1 secondi per il modello avente il motore da 1.296 cm³, mentre fu di 13,6 per la Toledo con il propulsore da 1.493 cm³.
La Toledo venne sostituita dalla Dolomite nel marzo del 1976.
La Toledo fu prodotta nel 1977 dalla Triumph in Nuova Zelanda tramite il complete knock down. Questi esemplari vennero registrati nel 1978 e possedevano delle finiture che si potevano trovare sulle Dolomite del 1976. Ad esempio, i modelli neozelandesi condividevano con quest'ultima la calandra color argento ed una striscia di gomma che adornava le fiancate della carrozzeria.
La Triumph sviluppò la "Toledo TS". Dotata di carrozzeria due porte, aveva installato la versione a carburatore doppio corpo del motore da 1.493 cm³, ma non entrò mai in produzione di serie.

## La produzione
Di Toledo con motore da 1.296 cm³ ne furono prodotti 113.294 esemplari, mentre di quelle con propulsore da 1.493 cm³ ne vennero commercializzati 5.888 unità. Quindi, le vendite totali di Toledo furono di 119.182 esemplari. Con questi volumi, la Toledo fu la piccola berlina Triumph più venduta.